# Plant Systematics and Evolution
Plant Systematics and Evolution (w publikacjach cytowane także w skrócie jako Pl. Syst. Evol.) – austriackie czasopismo naukowe publikujące artykuły z zakresu botaniki i mykologii. Założone zostało w 1851 r. przez A. Skofitza. Publikowane w nim są oryginalne prace i przeglądy dotyczących systematyki roślin i grzybów w najszerszym znaczeniu, obejmujących ewolucyjne badania filogenetyczne i biogeograficzne na wyższych poziomach taksonomicznych specyficznych dla populacji. Nacisk taksonomiczny kładzie się na rośliny zielone. Czasopismo wychodziło pod kilkoma tytułami:
- lata 1851–1857: Oesterreichisches Botanisches Wochenblatt
- lata 1858–1973: Österreichische Botanische Zeitschrift
- lata 1975–2016: Plant Systematics and Evolution[2].

Do artykułów w starszych numerach czasopisma wygasły już prawa autorskie. Numery z lat 1900–1924 zostały zdigitalizowane i są dostępne online w postaci skanów (pliki pdf, ocr, jp2 i all). Opracowano 5 istniejących w internecie skorowidzów umożliwiających odszukanie artykułu:
- Title – na podstawie tytułu
- Author – na podstawie nazwiska autora
- Date – według daty
- Collection – według grupy zagadnień
- Contributor – według instytucji współpracujących

Istnieje też indeks zdigitalizowanych numerów czasopisma ze spisem ich treści.
OCLC: 2243542